# Yuya Yamagishi
Yuya Yamagishi (山岸 祐也 Yamagishi Yūya?, Chiba, 29 de agosto de 1993) es un futbolista japonés que juega como delantero en el Nagoya Grampus de la J1 League.

## Trayectoria

### Clubes
| Club                | País  | Año       |
| ------------------- | ----- | --------- |
| Thespakusatsu Gunma | Japón | 2016-2017 |
| FC Gifu             | Japón | 2018-2019 |
| Montedio Yamagata   | Japón | 2019-2020 |
| Avispa Fukuoka      | Japón | 2020-2023 |
| Nagoya Grampus      | Japón | 2024-     |

## Palmarés

### Títulos nacionales
| Título         | Club           | País  | Año  |
| -------------- | -------------- | ----- | ---- |
| Copa J. League | Avispa Fukuoka | Japón | 2023 |
| Copa J. League | Nagoya Grampus | Japón | 2024 |